# Naissance en 1377
Naissance
- 1373
- 1374
- 1375
- 1376
- 1377
- 1378
- 1379
- 1380
- 1381

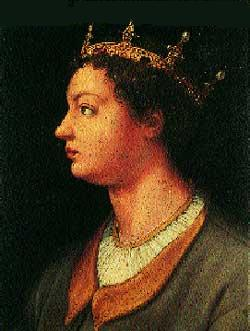
Ladislas Ier de Naples, né en 1377.

Cette page dresse une liste de personnalités nées au cours de l'année 1377  :
- 15 février : Ladislas Ier de Naples, roi de Naples, de Hongrie et de Croatie (titulaire), roi titulaire de Jérusalem, de Dalmatie, de Ramie, de Serbie, de Galicie, de Lodomérie, de Cumanie et de Bulgarie, comte consort de Lecce.
- 22 février : Đurađ Branković, despote de Serbie.
- fin juin : Édouard III de Bar, marquis de Pont-à-Mousson et duc de Bar.
- 1er août : Go-Komatsu, sixième des prétendants de la Cour du Nord du Japon, puis 100e empereur du Japon.
- 10 août : Alphonse Ier de Bragance, huitième comte de Barcelos puis premier duc de Bragance, fondateur de la lignée du même nom, qui règne sur le Portugal de 1640 à 1853 et sur le Brésil.
- 30 août : Shah Rukh, grand émir timouride et plus jeune fils de Tamerlan.
- 19 septembre : Albert IV d'Autriche, duc d'Autriche.
- 5 octobre : Louis II d'Anjou, roi titulaire de Naples, comte de Provence et duc d'Anjou.
- 5 décembre : Ming Jianwen, deuxième empereur de la dynastie Ming.

- Filippo Brunelleschi, architecte, sculpteur, peintre, et orfèvre de l'École florentine.
- Arano Cybo, vice-roi de Naples.
- Federico d'Arborée, juge d'Arborée.
- Ernest d'Autriche intérieure, souverain de l'Autriche intérieure (Styrie, Carinthie et Carniole).
- Constance de Clermont, reine consort de Naples titulaire, épouse de Ladislas Ier de Naples.
- Pierre II de Giac, chevalier, seigneur de Giac, Châteaugay et Clichy, premier chambellan du roi Charles VII.
- Albert Ier de Mecklembourg-Stargard, duc de Mecklembourg-Stargard.
- Ambrogio di Baldese, peintre de l'école florentine du gothique tardif.
- Chokyi Gyaltsen,  1er Taï Sitou Rinpoché, un  tulkou important de la lignée karma-kagyu.
- Isabelle Rommée, ou Isabelle de Vouthon, nom de jeune fille d'Isabelle d'Arc, est la mère de Jeanne d'Arc.

## Crédit d'auteurs
- Cet article est partiellement ou en totalité issu de l'article intitulé « 1377 » (voir la liste des auteurs).